# Sharknado 5: Global Swarming
Sharknado 5: Global Swarming är en amerikansk komisk monster-katastroffilm från 2017 i regi av Anthony C. Ferrante.
Filmen är den femte av sex filmer i Sharknado-serien.

## Handling
Fin och April kämpar för att rädda sin son som fångats i en sharknado.

## Rollista i urval
- Ian Ziering - Fin Shepard
- Tara Reid - April Wexler
- Cassie Scerbo - Nova Clarke
- Billy Barratt - Gil Shepard Jr.
  - Dolph Lundgren - vuxne Gil Shepard
- Tony Hawk - "The Hawk"
- Olivia Newton-John - Orion
- Sasha Cohen - skridskoprinsessan
- Geraldo Rivera - dr Angel
- Margaret Cho - Simone
- Clay Aiken - Llewelyn
- Fabio Lanzoni - påven
- Gilbert Gottfried - Ron McDonald
- Charo - drottningen
- Claudia Jordan - Ursa
- Chris Kattan - premiärministern
- Samantha Fox - ms Moore
- Katie Price - Connery
- Lucy Pinder - Sveriges ambassadör
- Nichelle Nichols - generalsekretare Starr
- Bela B. - polis
- Tom Daley - sig själv
- Dan Fogler - sig själv
- Bret Michaels - sig själv
- Al Roker - sig själv